# Zamiar (wojsko)
Zamiar (zamiar działania, zamiar dowódcy) (ang. concept of operations; commander's intent) – koncepcja osiągnięcia celu jasno i zwięźle określająca sposób działania wybrany przez dowódcę, stanowi główny element decyzji dowódcy i jest podstawą planowania i organizowania działań. Stanowi część rozkazu bojowego. ). Zamiar powinien zawierać myśl przewodnią dowódcy, sposób wykonania zadania, jeśli to możliwe z podziałem na działania głębokie, bezpośrednie i tyłowe oraz określenie głównego wysiłku.

## Układ zamiaru dowódcy
W fazie planowania działań, na podstawie  wniosków z oceny sytuacji, dowódca formułuje zamiar działania. Zawiera on:
- myśl przewodnią dowódcy[1],
  - cel działania
  - warunki, które muszą mieć miejsce, aby zadanie zostało wykonane,
  - opis pożądanego stanu końcowego
- sposób wykonania zadania,

ogólne ramy manewru; sposób działania pododdziału opisany od początku do końca trwania zadania, w tym miejsce skupienia głównego wysiłku;  sposób wykonania zadania może być podzielony na etapy;
- ugrupowanie bojowe – podział sił,

uszykowanie oraz rozmieszczenie sił i środków w terenie odpowiednio do koncepcji działania; W zależności od szczebla dowodzenia dowódca określa w tym punkcie uszykowanie pododdziału, a także jego elementy ugrupowania bojowego tworzone w pododdziale do wykonywania konkretnych działań na czas wykonywania zadania.
- priorytety wykorzystania sił i środków wsparcia i zabezpieczenia działań,

zadania pododdziałów działających na korzyść własnych sił w ramach wsparcia i  zabezpieczenia bojowego działań.